# Santa Bárbara megye (Argentína)
Santa Bárbara egy megye Argentínában, Jujuy tartományban. A megye székhelye Santa Clara.

## Települések
Önkormányzatok és települések (Municipios)
- El Talar
- Palma Sola
- Santa Clara
- El Fuerte
- Vinalito